# BAD
BAD (англ. BCL2 associated agonist of cell death) –  білок сімейства Bcl-2, підсімейства виключно BH-3 доменних білків. Залучений у процесах ініціації апоптозу. Після активації, цей білок здатний утворювати гетеродимери з антиапоптотичними білками (Bcl-2 та Bcl-xL) та усувати їх з процесу зупинення апоптозу.  Кодується однойменним геном, розташованим у людей на короткому плечі 11-ї хромосоми. Довжина поліпептидного ланцюга білка становить 168 амінокислот, а молекулярна маса — 18 392. 
| 10         |  | 20         |  | 30         |  | 40         |  | 50         |
| ---------- |  | ---------- |  | ---------- |  | ---------- |  | ---------- |
| MFQIPEFEPS |  | EQEDSSSAER |  | GLGPSPAGDG |  | PSGSGKHHRQ |  | APGLLWDASH |
| QQEQPTSSSH |  | HGGAGAVEIR |  | SRHSSYPAGT |  | EDDEGMGEEP |  | SPFRGRSRSA |
| PPNLWAAQRY |  | GRELRRMSDE |  | FVDSFKKGLP |  | RPKSAGTATQ |  | MRQSSSWTRV |
| FQSWWDRNLG |  | RGSSAPSQ   |  |            |  |            |  |            |

A: Аланін

D: Аспарагінова кислота

E: Глутамінова кислота

F: Фенілаланін

G: Гліцин

H: Гістидин

I: Ізолейцин

K: Лізин

L: Лейцин

M: Метіонін

N: Аспарагін

P: Пролін

Q: Глутамін

R: Аргінін

S: Серин

T: Треонін

V: Валін

W: Триптофан

Кодований геном BAD gene [Архівовано 8 січня 2019 у Wayback Machine.], білок за функцією належить до фосфопротеїнів. 
Задіяний у таких біологічних процесах, як апоптоз, ацетилювання. 
Локалізований у цитоплазмі, клітинній мембрані, зовнішній мембрані мітохондрій. На відміну від більшості інших білків сімейства Bcl-2, не містить C-кінцевого трансмембранного домену в структурі зовнішньої мітохондріальної мембрани та мембрани ядра.

## Властивості
Вважається, що Bcl-2-гомологічні білки, здатні до асоціації з BAD, мають як про-, так і антиапоптозні властивості. Так, Bax/Bak білки сприяють ініціації апоптозу шляхом утворення пори у зовнішній мембрані мітохондрій. Це призводить до виділення цитохрому С всередину цитоплазми та активації проапоптозного каспазного каскаду.  Натомість, сам Bcl-2 та його гомолог Bcl-xL діють антиапоптотично: інгібують вивільнення цитохрому С через мембранну пору мітохондрії та попереджують активацію каспазного каскаду.
Дефосфорилювані форми BAD (під дією Ca2+-залежного кальціневрину) — сприяють апоптозу. Дефосфорильовані форми білка BAD формують гетеродимери разом з Bcl-2 та Bcl-xL, інактивують їх та сприяють Bax/Bak-скерованому розгортанню каспазного каскаду апоптозу під дією цитохрому С. 
Механізми дефосфорилювання BAD можуть сприяти розвитку нейродегенеративних захворювань, наприклад шизофренії.

## p-BAD
Фосфорильовані форми білка BAD (p-BAD, phospho-BAD) є антиапоптозними агентами. Фосфорилювання білка BAD дією Akt/Protein kinase B призводить до формування BAD-(14-3-3)-гетеродимера. Такий гетеродимер не може зв’язуватися з Bcl-2. Як наслідок, антиапоптотичні властивості Bcl-2 зберігаються, а Bax-залежне вивільнення цитохрому С не може розпочатися і не призводить до розгортання апоптозу.